# Ютенбогардтит
Ютенбогардтит (англ. Uytenbogaardtite) — рідкісний мінерал, сульфід срібла і золота з формулою Ag3AuS2. Названий на честь нідерландського професора геології Віллема Ютенбогардта.

## Властивості
Ютенбогардтит — мінерал з металічним блиском. Має твердість за шкалою Мооса 2. Зустрічається у вигляді бульбашок розміром до 100 мкм, а також у вигляді наростів в тісному зв'язку з акантитом, кварцом і електрумом. Ютенбогардтит відкритий в 1977 році.

## Інтернет-ресурси
- Ютенбогардтит в GeoWiki
- Uytenbogaardtite — Mineralogy Database

| Кристал | Це незавершена стаття про мінерал. Ви можете допомогти проєкту, виправивши або дописавши її. |